# Heliport Attu

i8
i11
i13
Der Heliport Attu (ICAO-Code: BGAT) ist ein Hubschrauberlandeplatz in Attu im westlichen Grönland. Da er kein Abfertigungsgebäude besitzt, wird der Heliport auch als Helistop bezeichnet.

## Lage und Ausstattung
Der Heliport liegt im nördlichen Teil des Dorfs, liegt auf einer Höhe von 32 Fuß und hat eine mit Gras bedeckte 30 × 20 m große rechteckige Landefläche.

## Fluggesellschaften und Ziele
Der Heliport wird von Air Greenland bedient, welche saisonale regelmäßige Flüge zum Heliport Kangaatsiaq und zum Flughafen Aasiaat anbietet.